# Diamond Bar
Diamond Bar – miasto w Stanach Zjednoczonych, w stanie Kalifornia, w hrabstwie Los Angeles. W 2010 zamieszkiwało je 55 544 osób. Miasto leży na wysokości 212 metrów n.p.m. i zajmuje powierzchnię 38,552 km².
Prawa miejskie uzyskało 18 kwietnia 1889.